# Kristina Bröring-Sprehe
Kristina Sprehe (født 28. oktober 1986) er en tysk rytter, som er specialiseret i dressur. 

## Karriere
Bröring-Sprehe repræsenterede Tyskland ved Sommer-OL 2012 i London, hvor hun stillede op individuelt og for det tyske hold på hesten Desperados. I den individuelle konkurrence endte hun på en ottendeplads, mens hun sammen med Dorothee Schneider og Helen Langehanenberg vandt sølv med 78,216 point efter Storbritannien med 79,979 point, mens Holland fik bronze med 77,124 point.
Hun var også med ved OL 2016 i Rio de Janeiro, hvor hun igen stillede op med Desperados individuelt og for hold. I den individuelle konkurrence lå hun nummer to efter grandprix-delen, men den tyske veteran, Isabell Werth, var bedst i både grandprix-special og -fri, så hun overhalede Bröring-Sprehe, der endte med at vinde bronze med 87,142 point, mens den dobbelte guldvinder fra legene i London, Charlotte Dujardin fra Storbritannien genvandt sin individuelle guldmedalje med 93,857 point, og Werth fik sølv med 89,071 point. I holdkonkurrencen var tyskerne med Werth, Schneider, Sönke Rothenberger og Bröring-Sprehe suveræne og vandt 81,936 point, mens briterne fik sølv med 78,595 point, og USA blev nummer tre med 76,667 point.
Hun har desuden en individuel bronzemedalje fra VM 2014.

## Reference
1. ↑  Kristina Bröring-Sprehe, olympedia.org, hentet 7. april 2022
2. ↑  Team, Open, hentet 7. april 2022
3. ↑  Individual, Open, hentet 7. april 2022
4. ↑  Team, Open, hentet 7. april 2022
5. ↑  Kristina Bröring-Sprehe, fei.org, hentet 7. april 2022